# Zarte Schultern
Zarte Schultern ist ein US-amerikanisches Filmdrama aus dem Jahr 1929 von Wesley Ruggles mit Laura La Plante in der Hauptrolle. Das Drehbuch des Films, der sowohl in einer stummen als auch in einer Tonversion gedreht wurde, basiert auf der Kurzgeschichte The Haunted Lady von Adela Rogers St. Johns.

## Handlung
Als ihre Familie finanzielle Rückschläge erleidet, bewirbt sich die Prominente Laura Hunt als Stenografin und findet Arbeit in einem schicken Ressorthotel, wo sie ihren ehemaligen Geliebten Maurice Greer wiedertrifft. Obwohl sie Maurice immer noch mag, heiratet Laura stattdessen den reichen Burke Innes. In Abwesenheit ihres Mannes besucht Maurice Laura eines Abends und schlägt vor, ihre Affäre wiederaufzunehmen. Während Maurice bei Laura ist, wird seine Frau ermordet.
Maurice weigert sich, der Polizei zu sagen, wo er sich zur Tatzeit aufgehalten hat. Er wird des Mordes angeklagt und die Dinge stehen schlecht für ihn, bis Laura sich zu Wort meldet und die Wahrheit sagt. Maurice wird freigelassen und Burke ist schnell von der Unschuld seiner Frau überzeugt.

## Veröffentlichung
Die Premiere des Films fand am 20. April 1929 in New York statt. 1930 kam er im Deutschen Reich in die Kinos. In Österreich erschien er unter dem Titel Skandal.

## Kritiken
Der Kritiker der The New York Times sprach Laura La Plante die emotionale Tiefe in ihrem Spiel ab. In der banalen Geschichte zeige der Bühnenschauspieler John Boles seine Fähigkeiten.
Im Magazin Harrison’s Reports wurde hervorgehoben, dass eine altbekannte Geschichte gut gespielt und inszeniert werde. Auch die Kameraführung wurde gelobt.
Die Variety hingegen beschrieb den Film als schlaffes Melodram mit gleichgültigen Darstellern, das durch eine uninspirierte Regie kaum effektiv sei.